# Bílov (Észak-plzeňi járás)
Bílov település Csehországban, a Észak-plzeňi járásban. Bílov Jesenice, Potvorov, Sedlec, Vysoká Libyně, Kralovice és Žihle településekkel határos. Lakosainak száma 80 fő (2024. január 1.).

## Népesség
A település lakosságának változását az alábbi diagram mutatja:
| Lakosok száma | 248  | 237  | 209  | 148  | 96   | 81   | 76   | 82   | 81   | 80   |
|               | 1869 | 1890 | 1921 | 1950 | 1980 | 2001 | 2017 | 2019 | 2022 | 2024 |